# First Church and Parish (Dedham)

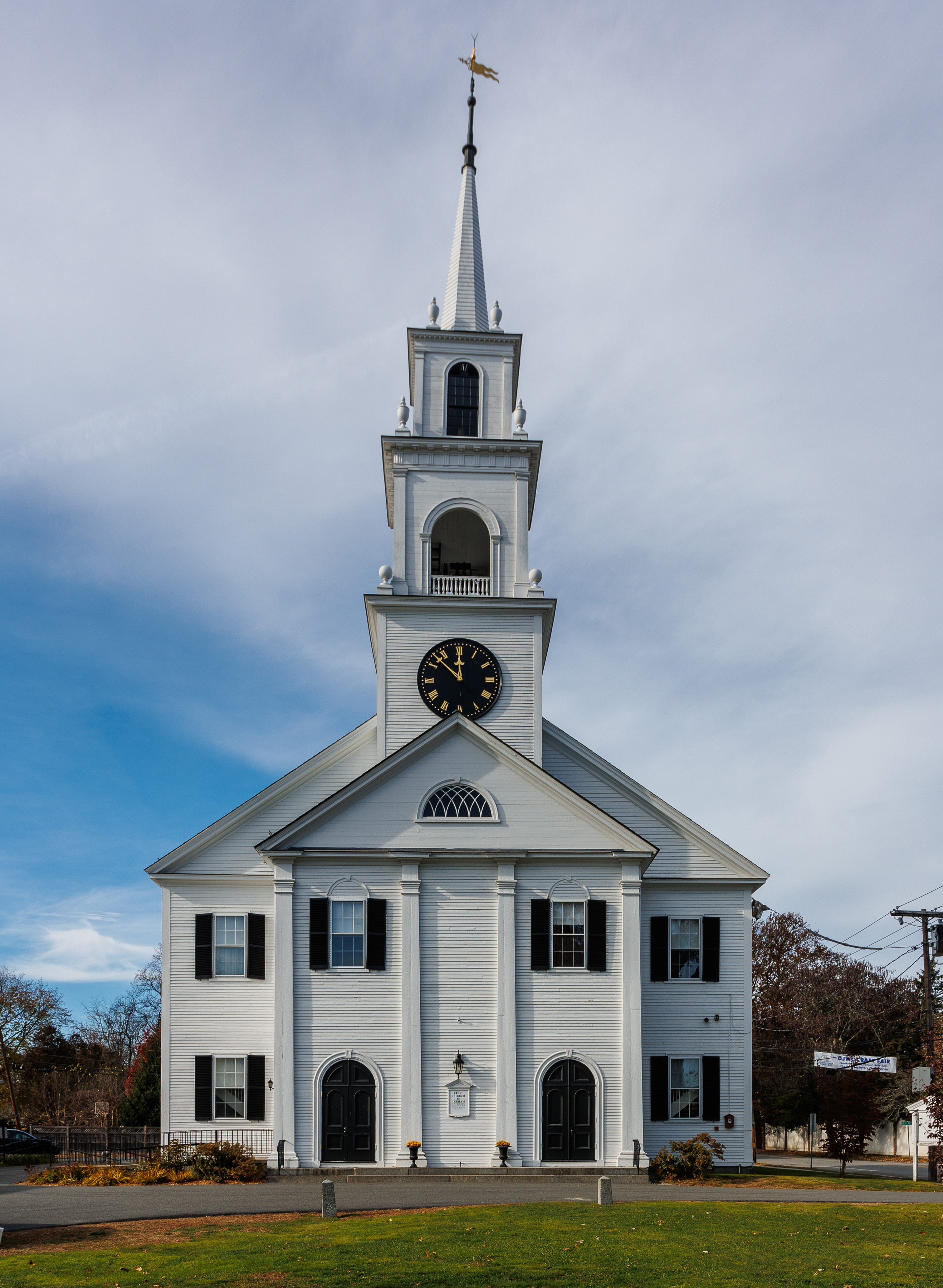
First Church and Parish in Dedham, MA

Die First Church and Parish ist ein zur Unitarian Universalist Association gehörendes Kirchengebäude samt -gemeinde in Dedham (Massachusetts, USA), heute ein Vorort von Boston. Das Gebäude wurde 1768 im Stil der für den angloamerikanischen Raum des späten 18. Jahrhunderts typischen Georgianischen Architektur erbaut.

## Geschichte
Nachdem Dedham formell 1636 von europäischen Siedlern (Puritanern) gegründet worden war, kam es zwei Jahre später, am 8. November 1838, zur Gründung der Kirchengemeinde. Eine entscheidende Rolle hier spielte der aus England kommende Puritaner John Allin. Die Kirchengemeinde ist bis heute kongregationalistisch verfasst. Die ersten Gottesdienste wurden noch unter größeren Bäumen abgehalten. Das erste Kirchengebäude (meetinghouse) konnte bereits im Januar 1638 eingeweiht werden. Am 16. Juni 1673 folgte ein zweites Kirchengebäude. Ein knappes Jahrhundert später, 1762, wurde das jetzige Kirchengebäude gebaut. Die Kirche zeichnet sich durch eine erhöhte zentrale Kanzel und eine über zwei Treppen erreichbare den Gottesdienstraum umgebende Galerie aus. Bei Restaurierungsmaßnahmen 1820 wurde der Eingangsbereich des Gebäudes verlegt, so dass er nun zum freien Platz vor der Kirche und nicht länger zur benachbarten Allin Congregational Church ausgerichtet ist. Bis zum Bau des Norfolk County Courthouse fanden zeitweise auch Gerichtsverhandlungen in dem Gebäude statt. Während der Grippeepidemie von 1918 wurde das angrenzende Pfarrhaus in ein provisorisches Krankenhaus für die Stadt umgewandelt.

## Dedham-Entscheidung (Dedham Decision)
Kommunen in Massachusetts waren im 18. und frühen 19. Jh. verpflichtet die jeweils örtliche Kirchengemeinde über öffentliche Steuern (Kirchensteuern) finanziell zu unterstützen, so dass zwischen der (geografisch gefassten) Gemeinde (→ parish) und der (aus ihren Mitgliedern bestehenden) Kirchengemeinde (→ church) unterschieden werden konnte. Dies führte 1818 in Dedham zu der Situation, dass sich die Mehrheit der Gemeinde (parish) mit Unterstützung des Gemeinderates für einen liberalen und unitarischen Pfarrer (Alvin Lamson) entschieden hatte, die Kirchengemeinde (church) dies mit einer knappen Mehrheit jedoch abgelehnt hatte. In der Folge verließen die calvinistisch geprägten Kirchenmitglieder noch im gleichen Jahr die First Church and Parish und gründeten eine neue Kirchengemeinde, die heute als Allin Congregational Church bekannt ist und der United Church of Christ angehört. Die verbleibende Gemeinde wurde später Mitglied der American Unitarian Association, heute der Unitarian Universalist Association.
In einem anschließenden Gerichtsurteil "Baker v. Fales" setzte das das Oberste Gericht in Massachusetts (Massachusetts Supreme Judicial Court) fest, dass (in Anwendung der Bill of Rights von 1780) der Kirchenbesitz und die Pfarrauswahl den Gemeinden (parish) und nicht den Kirchen (church) zustehe. Der Dedham-Fall überführte die bis dahin rein theologisch zwischen Trinitariern und Unitariern in den neuenglischen Gemeinden geführte Debatte in eine rechtlich-politische, in der die Frage des Verhältnisses zwischen Staat (Kommune) und Kirche aufgeworfen wurde. Die Entscheidung führte in der Folge zu einem konfessionellen Auseinanderbrechen vieler lokaler Kirchengemeinden in calvinistische und unitarische – und ebnete den Weg für die Trennung von Staat und Kirche in den Neuengland-Staaten (→ Aufhebung der als Standing Order bezeichneten (steuerrechtlichen) Verzahnung von Kommunen und Kirchen in Neuengland). Innerhalb von 20 Jahren war etwa ein Viertel der kongregationalistischen Kirchengemeinden in Massachusetts unitarisch.